# Michel Dejouhannet
Michel Dejouhannet   (Châteauroux, 5 de juliol de 1935 - Le Poinçonnet, 11 de gener de 2019) va ser un ciclista francès que fou professional entre 1956 i 1965. Durant la seva carrera esportiva aconseguí 24 victòries, entre les quals destaca un triomf d'etapa al Tour de França de 1959.

## Palmarès
- 1957
  - Vencedor d'una etapa del Critèrium del Dauphiné Libéré
- 1958
  - 1r a Puteaux
  - 1r al Gran Premi de l'Alliberament a Guéret
  - 1r a Uzerche
  - 1r a Montmorillon
  - 1r a La Charité-sur-Loire
  - 1r a La Souterraine
  - Vencedor d'una etapa al Tour de l'Aude
  - Vencedor d'una etapa al Circuit d'Aquitània
- 1959
  - 1r a Mauriac
  - 1r a Sallanches
  - 1r a Puteaux
  - 1r a Saint-Macaire en Mauges
  - 1r a Vailly-sur-Sauldre
  - 1r al Circuit de l'Indre
  - Vencedor d'una etapa al Tour de França
- 1960
  - 1r a Bain-de-Bretagne
  - 1r a Pléaux
  - 1r al Gran Premi de Brigueil le Chantre
  - 1r a Brigueil-le-Chantre
  - Vencedor d'una etapa a la París-Niça
- 1964
  - 1r a Brigueil-le-Chantre
  - 1r al Gran Premi de Brigueil-le-Chantre
- 1965
  - 1r al Boucles del Baix Llemosí

### Resultats al Tour de França
- 1959. Abandona (13a etapa). Vencedor d'una etapa